# 장애인 전용 주차구역

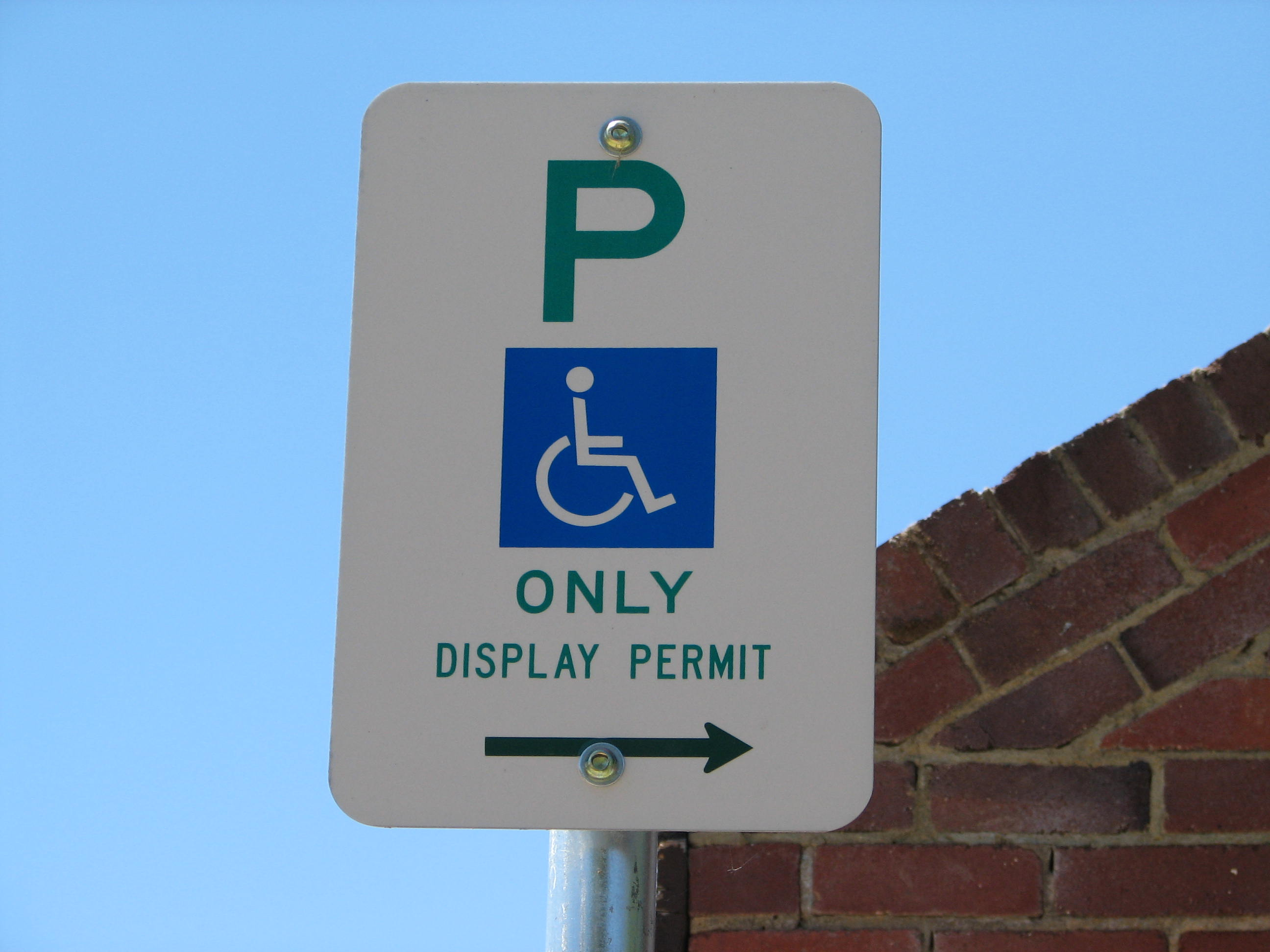
오스트레일리아 캔버라의 한 장애인 주차장에 대한 허가를 요청하는 표지판이 전시되어 있다.

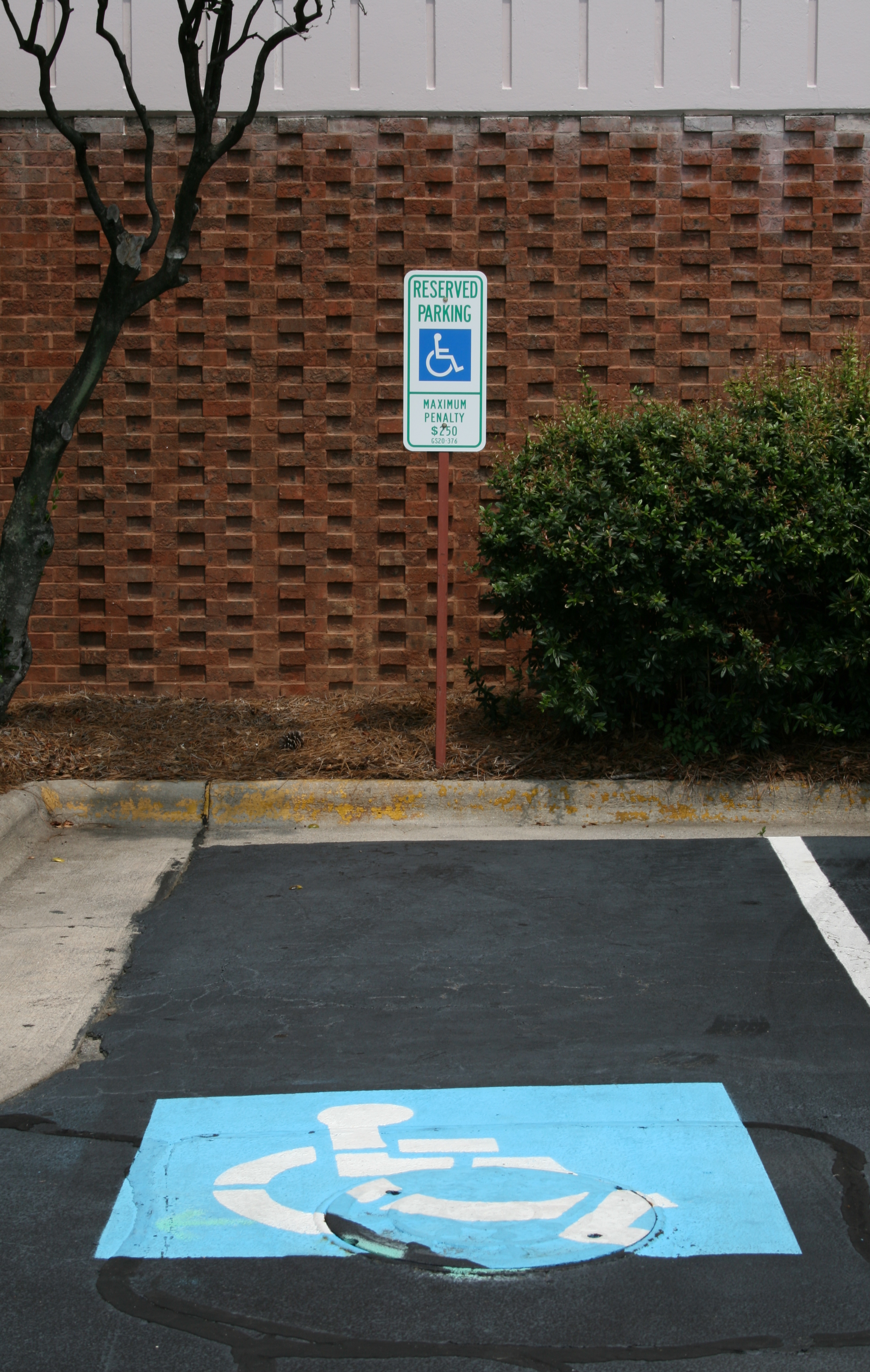
채플힐에 있는 노스캐롤라이나 대학교의 접근 가능한 주차 공간

장애인 전용 주차구역은 거동이 불편하거나 어려운 장애인들을 위해 만들어진 주차장이다. 주차된 차에 보행상장애가 있는 자가 탑승한 경우만 주차할 수 있다. 장애인 전용 주차구역은 통행이 쉽게 주차공간이 넓고 입구와 가깝다.

## 과태료
장애인이 아니지만 장애인 전용 주차구역에 주차한 차들은 벌금을 부과하게 된다. 장애인 주차표지 없이 장애인 전용 주차구역에 주차한 차 과태료 10만원, 주차표지는 있지만 장애인이 타지 않았는데 주차한 경우 과태료 10만원, 장애인 전용 주차구역에 물건을 쌓거나 통행로를 가로막은 행위 과태료 50만원, 위반, 변조된 장애인 주차표지를 사용한 차 과태료 200만원 (형법상 공문서 위ㆍ변조 및 동 행사죄 해당), 주차표지에 차량번호가 일치하지 않는 차량 과태료 200만원이 부과된다.

## 전용주차구역 설치 면수
노외주차장: 주차대수 규모가 50대 이상인 경우에는 주차대수의 2~4% 까지의 범위에서 장애인의 주차수요를 고려하여 지방자치단체의 조례로 정하는 비율 이상
부설주차장: 주차대수의 2~4% 범위 안에서 장애인의 주차수요를 감안하여 지방자치단체의 조례로 정하는 비율 이상 (다만, 주차대수가 10대 미만인 경우는 제외)

## 같이 보기
- 여성전용 주차공간

1. ↑  법제처. “장애인 편의ㆍ건강지원 > 이동 편의 지원 > 교통편의 지원 > 장애인전용주차구역 (본문) | 찾기쉬운 생활법령정보”. 2025년 1월 27일에 확인함.